# Соболев, Николай Андреевич
Николай Андреевич Соболев (бел. Мікалай Андрэевіч Собалеў; род. 12 марта 2007, Шклов, Могилёвская область) — белорусский футболист, нападающий могилёвского «Днепра».

## Карьера
Воспитанник футбольной академии могилёвского «Днепра». В сезоне 2023 года футболист выступал за вторую команду клуба во Второй лиге. В октябре 2023 года футболист подписал с могилёвским клубом свой первый профессиональный контракт. В начале 2024 года футболист был переведён в основную команду могилёвского клуба. Дебютировал за клуб футболист 15 марта 2024 года в матче против мозырской «Славии», выйдя на замену 92 минуте.
Дебютным голом отметился 02.06.2024 в матче Высшей лиги против Торпедо БелАЗ.